# Wilhelm Karl Königswarter
Wilhelm Karl Königswarter (21. října 1866 Vídeň – 1. března 1927 Jeseník) byl rakouský majitel solnického velkostatku.

## Život
Narodil se v rodině barona Moritze Königswartera, židovského podnikatele, pozdějšího člena rakouské panské sněmovny, a jeho manželky Charlotty, šlechtičny z Wertheimsteinu, jako nejmladší ze čtyř dětí. Rodina žila ve Vídni, ale vlastnila řadu panství v Čechách, na Moravě, v Dolních Rakousích i Uhersku.
Oženil se v Londýně roku 1893. Jeho manželkou byla Henriette Nanette Rosa Goldschmidt-Biedermannová (1868–1927), dcera londýnského velkopodnikatele. Manželství bylo bezdětné.
Vlastnil statky Poľany a Papín v uherské Zemplínské župě.
Roku 1895 přikoupil východočeský velkostatek Solnice se zámkem Kvasiny, kam manželé přesídlili. Zde financoval opravu solnického kostela nebo zakoupení nových varhan. V roce 1905 nechal vystavět lovecký zámeček v Pádolí. Podstatně rozšířil zámeckou knihovnu. V zámeckém parku nechal vybudovat dřevěnou kuželnu a náhon s malým rybníčkem.
Později se u něj rozvinula vážná duševní nemoc a pobýval v Priessnitzově sanatoriu v Jeseníku. Zde za poněkud nevyjasněných okolností spáchal sebevraždu skokem ze čtvrtého patra, a to zhruba měsíc po úmrtí své manželky. Oba jsou pochováni na židovském hřbitově v Brně.